# 단 (영화)
"단"은 1986년에 개봉한 대한민국의 영화이다.

## 캐스팅
- 하재영
- 길용우
- 송옥숙
- 오혜민
- 김기종
- 진봉진
- 문태선
- 최성관
- 정영국
- 길달호
- 김종익
- 나갑성
- 박성모
- 황인숙
- 한탁희
- 조인성
- 인정민